# Puchar Prezydenta Rzeczypospolitej Polskiej
Puchar Prezydenta Rzeczypospolitej Polskiej – cykliczne rozgrywki piłkarskie, organizowane corocznie (co sezon) w II Rzeczypospolitej w latach 1936–1939. Sponsorowane przez Prezydenta Ignacego Mościckiego, w przeciwieństwie do współczesnego Pucharu Polski, który był rozgrywany dopiero od 1950 roku. Zamiast tego pod koniec lat 30. organizowano rozgrywki okręgowych związków piłkarskich PZPN (na przykład drużyna krakowskiego okręgu PZPN składała się z wybranych najlepszych piłkarzy takich klubów jak Wisła Kraków, Cracovia i Garbarnia Kraków).
W pierwszych dwóch edycjach Pucharu (1936–1937) nie występowali najlepsi zawodnicy Ekstraklasy. Natomiast w dwóch ostatnich edycjach: lata 1938 oraz 1939, w rozgrywkach uczestniczyli wszyscy czołowi piłkarze międzywojennej Polski.

## Sezon 1936

### Etap pierwszy, 24 maja 1936
- Wilno, Wilno – Drużyna B Polskiej Piłkarskiej Ligi 2-1 (widz. 4000),
- Bydgoszcz, Pomorze – Górny Śląsk 3-2,
- Stanisławów, Stanisławów – Lwów 2-1 (widz. 3500),
- Lublin, Lublin – Kraków 4-4,
- Częstochowa, Kielce – Poznań 2-4,
- Białystok, Białystok – Łódź 0-2,
- Warszawa, Warszawa – Polesie 9-0,
- Łuck, Wołyń – Drużyna A Polskiej Piłkarskiej Ligi 3-6 (widz. 8000).

### Ćwierćfinał, 2 sierpnia 1936
- Kraków, Kraków – Warszawa 4-0,
- Poznań, Poznań – Wilno 6-1,
- Bydgoszcz, Pomorze – Łódź 4-3,
- Stanisławów, Stanisławów – Drużyna A Polskiej Piłkarskiej Ligi 2-2. Mecz został powtórzony w Stanisławowie 8 listopada 1936, w którym drużyna A Polskiej Piłkarskiej Ligi pokonała gospodarzy 5-1. W składzie zwycięzców występowali reprezentanci Kadry: Ernest Wilimowski, Gerard Wodarz, Jan Wasiewicz, Spirydion Albański, Hubert Gad, Edmund Giemsa i Ewald Dytko.

### Półfinał, 15 listopada 1936
- Kraków, Kraków – Drużyna A Polskiej Piłkarskiej Ligi 5-3 po dogrywce (att. 5000). Drużynę Krakowa reprezentowały w większości piłkarze Cracovii (np. Józef Korbas i Wilhelm Góra),
- Poznań, Poznań – Pomorze 5-0 (widz. 1000).

### Finał, 22 listopada 1936
- Poznań, Poznań – Kraków 0-2 (widz. 1500).

## Sezon 1937

### Etap pierwszy, 20 czerwca 1937
- Lwów, Lwów – Stanisławów 1-2 (widz. 3000)
- Białystok, Białystok – Warszawa 3-5 (widz. 2500),
- Łódź, Łódź – Pomorze 2-1 (widz. 1500),
- Łuck, Wołyń – Lublin 2-1,
- Brześć nad Bugiem, Polesie – Wilno 3-5,
- Sosnowiec. Kielce – Górny Śląsk 0-4 (widz. 2000),

### Ćwierćfinał, 4 lipca 1937
- Katowice. Górny Śląsk – Poznań 3-0 (widz. 1500),
- Łuck, Wołyń – Wilno 0-1 (widz. 3000),
- Stanisławów, Stanisławów – Kraków 1-4 (widz. 3000),
- Warszawa, Warszawa – Łódź 3-0.

### Półfinał, 12 września 1937 i 10 października 1937
- Wilno, Wilno – Kraków 1-2 (widz. 2000),
- Warszawa, Warszawa – Górny Śląsk 1-4,

### Finał, 14 listopada 1937
- Warszawa, Górny Śląsk – Kraków 5-1 (widz. 1500).

## Sezon 1938

### Etap pierwszy, 22 maja 1938
- Białystok, Białystok – Wilno 0-1,
- Brześć nad Bugiem, Polesie – Warszawa 1-7,
- Łuck, Wołyń – Stanisławów 2-3,
- Sosnowiec, Zagłębie Dąbrowskie – Łódź 3-4,
- Bydgoszcz, Pomorze – Poznań 4-2,
- Lublin, Lublin – Lwów 3-4,

### Ćwierćfinał, 17 lipca 1938
- Wilno, Wilno – Warszawa 0-3. Gospodarze reprezentowani byli przez piłkarzy klubu Śmigły Wilno, gdzie Warszawa przedstawiona była takimi piłkarzami jak Henryk Martyna, Erwin Nyc i Stanisław Baran),
- Lwów, Lwów – Górny Śląsk 7-1. Większość piłkarzy gospodarzy reprezentowała Pogoń Lwów. W składzie Górnego Śląska grali m.in., Ewald Cebula, Teodor Peterek i Ryszard Piec (widz. 4000),
- Łódź, Łódź – Pomorze 2-1 (widz. 2500),
- Stanisławów, Stanisławów – Kraków 0-2.

### Półfinał
- Łódź, Łódź – Lwów 2-3,
- Kraków, Kraków – Warszawa 5-3,

### Finał, 27 listopada 1938
- Lwów, Lwów – Kraków 5-1. W lwowskiej drużynie występowali 6 piłkarzy Pogoni Lwów, a Kraków reprezentowali Edward Madejski, Wilhelm Góra i Jan Kotlarczyk.

## Sezon 1939

### Etap pierwszy, 3 maja 1939
- Łódź, Łódź – Górny Śląsk 2-4. W składzie gospodarzy grał Antoni Gałecki, a Górny Śląsk reprezentowali tacy piłkarzy jak Ernest Wilimowski, Ryszard Piec, Wilhelm Piec, Edmund Giemsa, Hubert Gad, Gerard Wodarz i Ewald Cebula (widz. 600),
- Brześć nad Bugiem, Polesie – Wilno 1-5 (widz. 3000),
- Toruń, Pomorze – Białystok 9-0 (widz. 1000),
- Sosnowiec. Zagłębie Dąbrowskie – Poznań 3-4 (widz. 4000),
- Łuck. Wołyń – Warszawa 1-5 (widz. 3000),
- Stanisławów. Stanisławów – Lublin 3-1 (widz. 2000).

### Ćwierćfinał, 29 czerwca 1939
- Stanisławów. Stanisławów – Lwów 5-2. Goście zebrali najlepszych piłkarzy miasta, w tym 8 zawodników Pogoni Lwów i Aleksandra Skocenia z Ukrainy Lwów (widz. 3000),
- Warszawa. Warszawa – Wilno 1-2. Spośród piłkarzy gospodarzy grali m.in. Władysław Szczepaniak i Henryk Jaźnicki (widz. 1000),
- Bydgoszcz. Pomorze – Górny Śląsk 3-4. W drużynie Górnego Śląska występowało 8 zawodników narodowej reprezentacji,
- Poznań. Poznań – Kraków 3-0. W składzie gospodarzy grali Kazimierz Lis i Edmund Białas, a gości Edward Jabłoński, Wilhelm Góra i Paweł Cyganek.

### Półfinał, 6 i 15 sierpnia 1939
- Wilno. Wilno – Stanisławów 0-1 (widz. 1000),
- Katowice. Górny Śląsk – Poznań 0-2 (widz. 2000).

### Finał, 5 listopada 1939
- Stanisławów – Poznań. Mecz nie odbył się przez niemiecki i radziecki atak na Polskę, który rozpoczął II wojnę światową[1].